# Rik Evens
Rik Evens (neerlandès: Henri Evens)  (Opitter, 21 de febrer de 1927 - Genk, 29 de juny de 2022) fou un ciclista belga, professional entre 1949 i 1952. Els principals èxits esportius els aconseguí a la Volta a Espanya de 1950, quan aconseguí guanyar dues etapes i acabà en cinquena posició de la classificació general.

## Palmarès
- 1946
  - 1r a la Lieja-Marche-Lieja
- 1948
  - Vencedor d'una etapa de la Volta a Bèlgica
  - Vencedor de 2 etapes de la Volta a Limburg amateur
- 1949
  - Vencedor d'una etapa al Tour de l'Oest
- 1950
  - Vencedor de 2 etapes de la Volta a Espanya

### Resultats a la Volta a Espanya
- 1950. 14è de la classificació general. Vencedor de 2 etapes